# Det lilla helgonet
Det lilla helgonet är en roman av Georges Simenon, utgiven i Frankrike år 1964. Franska originalets titel är Le Petit Saint. Lena och Cai Törne Melin översatte romanen till svenska 1966.

## Handling
Handlingen utspelar sig i Paris i början av 1900-talet och skildrar den märklige lille pojken Louis Cuchas och hans uppväxt. Han lever i en trång lägenhet tillsammans med sin mor, en grönsaksmånglerska, och sina många syskon. Sederna är mycket fria i familjen men sammanhållningen är ganska god. Louis är emellertid en egenartad och inåtvänd gosse som får öknamnet "det lilla helgonet" i skolan då han knappt reagerar på den mobbning han stundtals utsätts för. Som lite äldre hjälper han sin mor och får jobb i det anrika Hallarna medan han närmast famlande börjar experimentera med målande. På äldre dagar sade Simenon att detta var den av hans böcker som han tyckte bäst om. 